# Panamericansaurus schroederi
Il panamericansauro (Panamericansaurus schroederi) è un dinosauro erbivoro appartenente ai sauropodi. Visse nel Cretaceo superiore (Campaniano, circa 72 milioni di anni fa) e i suoi resti fossili sono stati ritrovati in Sudamerica (Argentina).

## Classificazione
Questo dinosauro è noto per alcuni resti fossili comprendenti cinque vertebre caudali, una vertebra sacrale, l'omero sinistro, un paio di ossa della coda (chevron) e alcuni frammenti di costole. Panamericansaurus era un piccolo sauropode (lungo circa 7 metri) con caratteristiche vertebre. I resti, descritti per la prima volta da Calvo e Porfiri nel 2010, hanno portato gli studiosi a ritenere che questo animale fosse un tipico rappresentante dei titanosauri, il gruppo di sauropodi più diffuso nel Cretaceo. In particolare, gli studiosi hanno riscontrato notevoli somiglianze con altri due titanosauri di piccola taglia, Aeolosaurus e Gondwanatitan, forse appartenenti a un medesimo sottogruppo (Aeolosaurini).